# Émile Marin-Quilliard
Pour les articles homonymes, voir Quilliard.
Émile Marin-Quilliard est un homme politique français né le 19 mai 1881 à Rehainviller (Meurthe-et-Moselle) et décédé le 12 octobre 1959 à Giey-sur-Aujon (Haute-Marne).

## Biographie
Cultivateur, il est député de la Haute-Marne de 1924 à 1928, inscrit au groupe de l'Union républicaine démocratique.

## Sources
- « Émile Marin-Quilliard », dans le Dictionnaire des parlementaires français (1889-1940), sous la direction de Jean Jolly, PUF, 1960 [détail de l’édition]